# Mascia Foschi
Mascia Foschi (Cesena, 21 agosto 1974) è una cantante e attrice italiana.

## Filmografia
- Un caso d'amore, regia di Riccardo Sesani (1996) - Ruolo: Iabella
- La riva dei sogni, regia di Filippo Chiesa e Paolo Rossini (2001)
- Un amore perfetto, regia di Valerio Andrei (2002)

## Spettacoli Teatrali
- Tango Mujer, regia di Massimo Navone. (2003)
- Tenco a Tempo di Tango, regia di Gigi dall'Aglio, scritto da Carlo Lucarelli, musiche originali di Luigi Tenco arrangiamenti di Alessandro Nidi con Adolfo Margiotta nel ruolo del Commissario.(2006) - Ruolo: Anjela.
- Tango, concerto spettacolo con l'Orchestra di ARAD, diretta dal Maestro Roberto Salvalaio, (2006)
- Tango Y Voce, concerto spettacolo con L'Orchestra Sinfonica Arturo Toscanini direttore M° Alessandro Nidi. (2008)
- Bolero Solo Canzoni D'amore concerto concerto spettacolo con l'Orchestra Sinfonica Arturo Toscanini direttore M° Alessandro Nidi con il basso Michele Pertusi. (2009)
- MAREDAMARE concerto spettacolo tratto da "Il vecchio e il mare" di Hemingway debuttato al Festival U'Viecchiu di Acciaroli con Alessandro Nidi.
- Figlio mio bello addio, concerto spettacolo inserito nelle commemorazioni per il primo conflitto mondiale. (2018)
- Esta noche Juega el Trinche, con Federico Buffa per la regia di Pierluigi  Iorio. (2019)
- Dear Giulietta , concerto spettacolo con l'orchestra Toscanini NEXT. (2020)
- Piazzolla100, concerto spettacolo con l'orchestra Toscanini NEXT. (2021)

## CD e Pubblicazioni
- Tenco a Tempo di Tango libro nato dallo spettacolo omonimo scritto da Carlo Lucarelli, edito da Fandango Libri contiene il CD delle canzoni dello spettacolo teatrale, cantate da Mascia Foschi e Adolfo Margiotta. (2007)
- Bolero solo canzoni d'Amore - Love Songs Cd inciso con il basso baritono Michele Pertusi e L'orchestra Sinfonica Arturo Toscanini direttore il Maestro Alessandro Nidi. Edito da etichetta Dodicilune(2010)